# Оберіг (заказник)
Обері́г — загальнозоологічний заказник місцевого значення в Україні. Об'єкт природно-заповідного фонду Харківської області. 
Розташована на території Краснокутського району Харківської області, на південь від села Чернещина і на схід від смт Краснокутськ. 
Площа 84,2 га. Статус присвоєно згідно з рішенням облради від 25.09.2001 року. Перебуває у віданні: Краснокутська дослідна станція садівництва — 18,4 га; СВК «Краснокутський» — 16,3 га; Фермерські господарства: «Овен» — 3,0 га, «Ромашка» — 5,0 га, «Росинка», «Дунай» — 14,1 га, «Марія» — 8,8 га, «Мрія» — 12,6 га. 
Статус присвоєно для збереження прородного комплексу на ділянці заплави річки Мерла. Тут водяться види, занесені до Європейського Червоного списку (видра річкова, деркач), Червоної книги України (норка європейська, горностай, журавель сірий) та 9 видів, що потребують охорони в Харківській області, серед них бобер річковий.